# Friese keeftkast

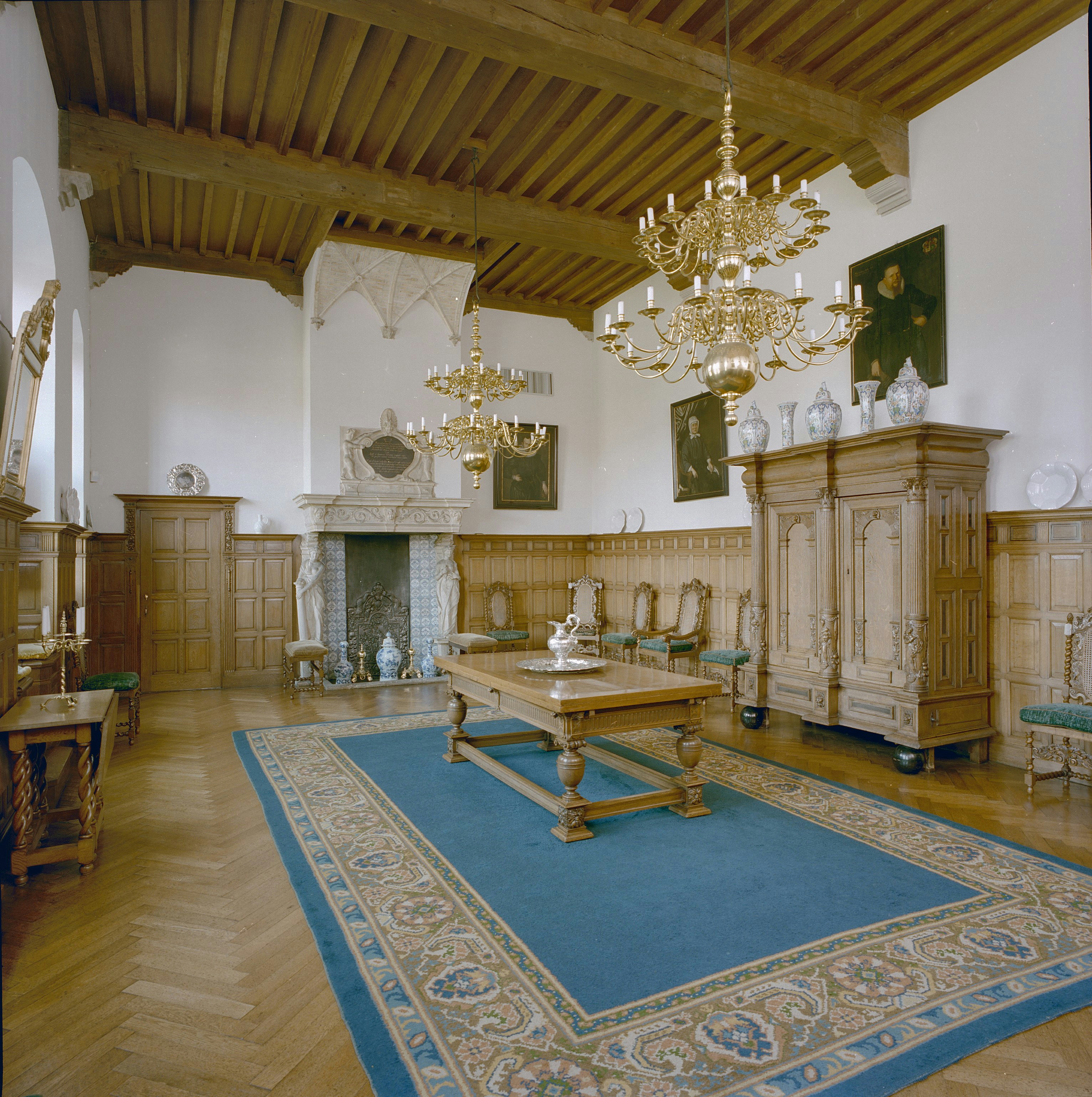
Zaal met Friese keeftkast in het Poptaslot in Marssum, Friesland

De Friese keeftkast is een tweedeurs kast gemaakt in Friesland en West-Friesland zo vanaf 1630.
De gebogen strakke kap van de keeftkast is meestal onbewerkt. In de 18e eeuw werd de kap van de keeftkast ook wel beschilderd en verguld, meestal met bloemmotieven. De Friese keeftkast lijkt veel op een kolommen- en toogkast. De keeftkast heeft twee deuren, het eikenhout is besneden met engeltjes, vogels, bloemen en guirlandes, verder is de kast opgesierd met ebben- of palissanderhout. Ook hebben de kasten soms motieven uit de klassieke oudheid.
De keeftkast is het meest bekende meubelstuk uit de tijd zo rond 1630. De panelen in een gestoken boogvorm op twee pilasters zijn karakteristiek voor dit meubelstuk en hebben een overkapping die meestal geen snijwerk heeft.
De naam keeftkast is afkomstig uit het Oudfries en was een algemene benaming voor kast. Waarschijnlijk heeft het woord keeft te maken met het woord kievit, een vogelsoort die nog al eens op de kast werd afgebeeld.